# Liste der Biografien/Gerd
Liste der Biografien |
Portal Biografien |
Personensuche
# |
A |
B |
C |
D |
E |
F |
G |
H |
I |
J |
K |
L |
M |
N |
O |
P |
Q |
R |
S |
T |
U |
V |
W |
X |
Y |
Z |
?
 
Ga |
Gb |
Gc |
Gd |
Ge |
Gf |
Gh |
Gi |
Gj |
Gk |
Gl |
Gm |
Gn |
Go |
Gp |
Gq |
Gr |
Gs |
Gu |
Gv |
Gw |
Gy |
Gz
 
Gea |
Geb |
Gec |
Ged |
Gee |
Gef |
Geg |
Geh |
Gei |
Gej |
Gek |
Gel |
Gem |
Gen |
Geo |
Gep |
Ger |
Ges |
Get |
Geu |
Gev |
Gew |
Gex |
Gey |
Gez
 
Gera |
Gerb |
Gerc |
Gerd |
Gere |
Gerf |
Gerg |
Gerh |
Geri |
Gerk |
Gerl |
Germ |
Gern |
Gero |
Gerp |
Gerr |
Gers |
Gert |
Geru |
Gerv |
Gerw |
Gery |
Gerz
Die Liste der Biografien führt alle Personen auf, die in der deutschsprachigen Wikipedia einen Artikel haben. Dieses ist eine Teilliste mit 85 Einträgen von Personen, deren Namen mit den Buchstaben „Gerd“ beginnt.

## Gerd
- Gerd der Mutige (1430–1500), Seeräuber, Straßenräuber und Graf
- Gerd tom Markotten, Daniela (* 1974), deutsche Managerin
- Gerd von Dettenhusen, Bürgermeister von Bremen

### Gerda
- Gerdag († 992), Bischof von Hildesheim
- Gerdago (1906–2004), österreichische Kostümbildnerin
- Gerdaitytė, Miglutė (* 1940), litauische Politikerin, Mitglied des Seimas
- Gerdanovits, Alexander (* 1974), rumäniendeutscher Schriftsteller
- Gerdau, Erich (* 1935), deutscher Experimentalphysiker
- Gerdau, Johann Heinrich Kaspar (1849–1917), deutschbrasilianischer Unternehmensgründer der Gerdau S.A.
- Gerdau, Kurt (1930–2007), deutscher Seefahrer, Schriftsteller und Publizist
- Gerdau, Willi (1929–2011), deutscher Fußballspieler

### Gerde
- Gerde, Oszkár (1883–1944), ungarischer Säbelfechter und Olympiasieger 1908 und 1912
- Gerde, Philadelphe de (1871–1952), französische Schriftstellerin
- Gerdemann, Linus (* 1982), deutscher RadrennfahrerLinus Gerdemann (* 1982)

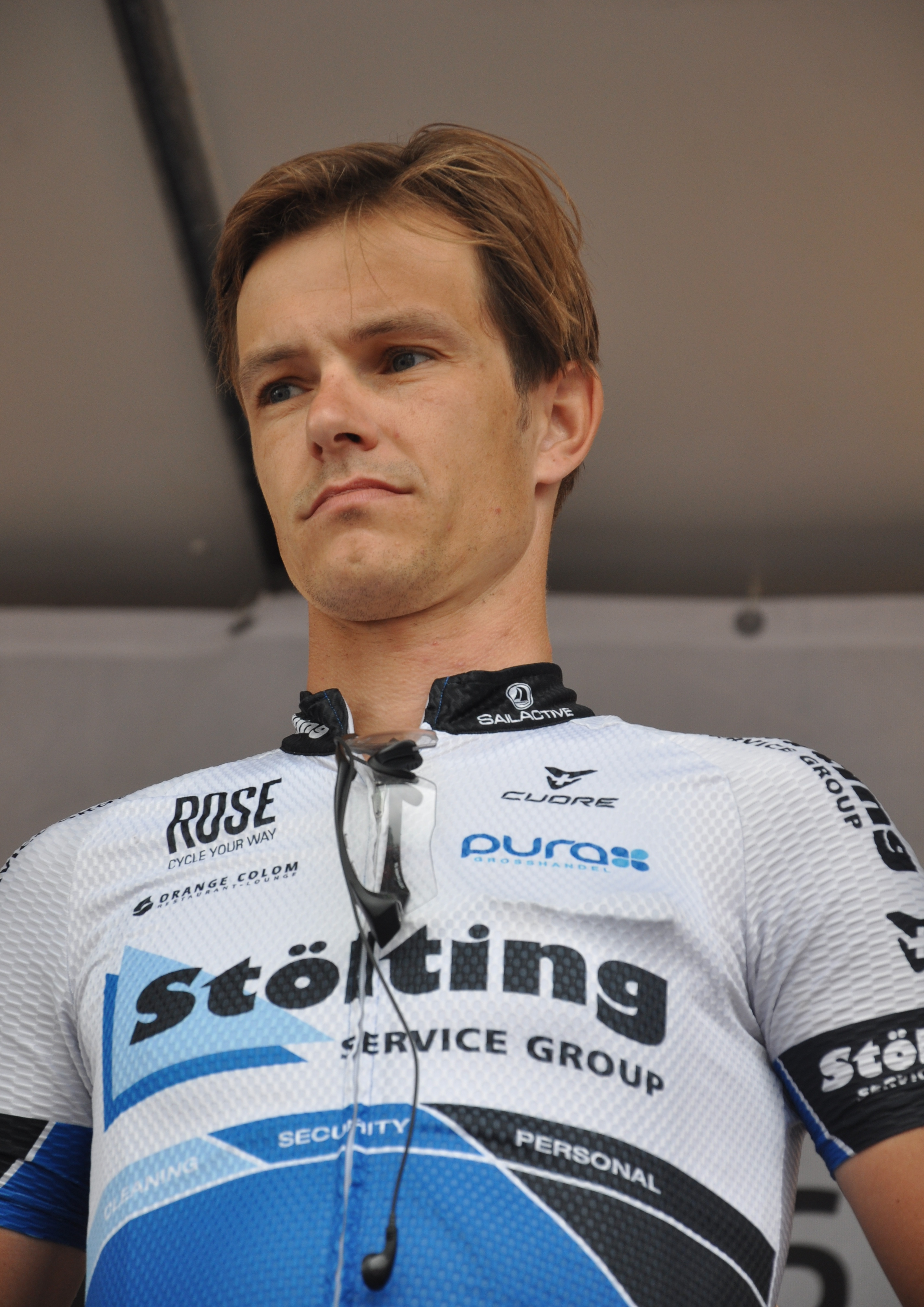
Linus Gerdemann (* 1982)

- Gerdenitsch, Roland (* 1978), österreichischer Fußballtorwart und Torwarttrainer
- Gerdenitsch, Sandra (* 1973), österreichische Politikerin (SPÖ), Mitglied des Bundesrates
- Gerdes, Alfred (1916–2006), deutscher Hockeyspieler
- Gerdes, Antje (1885–1954), deutsche Chiropraktikerin
- Gerdes, Bernd (* 1989), deutscher Fußballspieler
- Gerdes, Christoph (1590–1661), Lübecker Bürgermeister
- Gerdes, Daniel (1698–1765), deutscher reformierter Theologe
- Gerdes, Dieter, deutscher Koch
- Gerdes, Dieter (1942–2023), deutscher Politiker (CDU), MdBB
- Gerdes, Federico (1873–1953), peruanischer Komponist, Dirigent und Pianist
- Gerdes, Friedrich (1634–1695), deutscher Jurist
- Gerdes, Friedrich (1910–1960), deutscher Speerwerfer
- Gerdes, Georg Gustav (1709–1758), deutscher Jurist und Historiker
- Gerdes, Gerd (1922–2014), deutscher Agrarwissenschaftler und Heimatforscher
- Gerdes, Gerd Ekken (* 1956), deutscher Musiker und Schauspieler
- Gerdes, Gerhard (1861–1941), deutscher Admiral der Kaiserlichen Marine
- Gerdes, Heinrich Walther (1690–1742), deutscher Theologe und Bibliothekar
- Gerdes, Henning (1591–1663), deutscher Jurist und Bürgermeister von Greifswald
- Gerdes, Henning Christoph (1665–1723), deutscher Jurist
- Gerdes, Herbert (1884–1957), deutscher Theaterschauspieler und Filmregisseur
- Gerdes, Hermann (1867–1957), preußischer Landrat
- Gerdes, Hinrich (1847–1921), deutscher liberaler Politiker
- Gerdes, Indra (* 1975), deutsche Hörfunkmoderatorin und Fernsehschauspielerin
- Gerdes, Jan (* 1964), deutscher Pianist
- Gerdes, Joachim Rudolph († 1857), deutscher Verwaltungsbeamter
- Gerdes, Johann († 1700), deutscher Mediziner
- Gerdes, Johann (1896–1933), deutscher Politiker (KPD), MdL Oldenburg
- Gerdes, Johannes (1624–1673), deutscher Theologe und Professor für orientalische Sprachen
- Gerdes, Joseph (1884–1959), Landrat des Kreises Warendorf (1934–1945)
- Gerdes, Jürgen (* 1964), deutscher Manager, Mitglied des Vorstands der Deutschen Post AGJürgen Gerdes (* 1964)

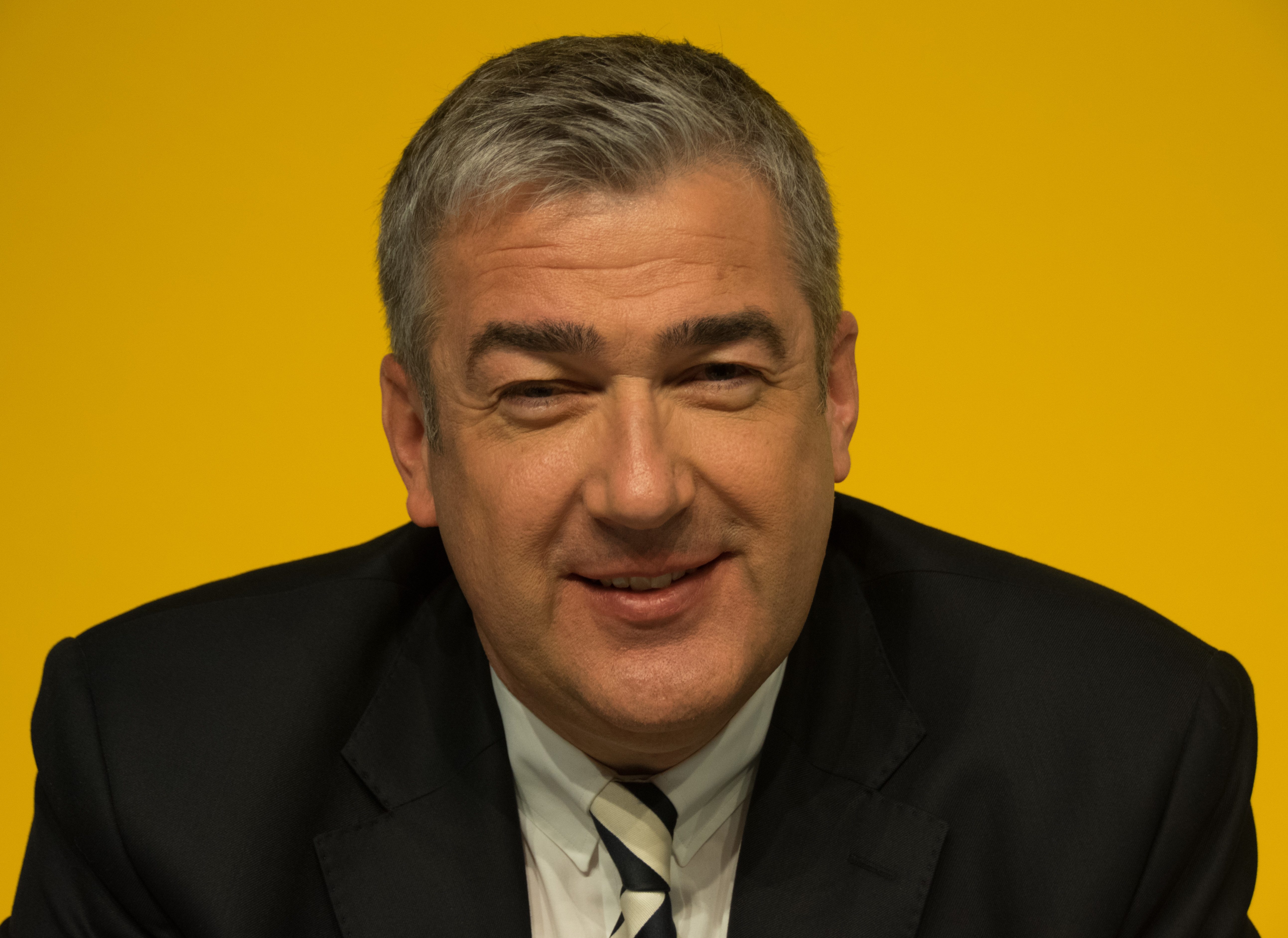
Jürgen Gerdes (* 1964)

- Gerdes, Ludger (1954–2008), deutscher Maler, Bildhauer und Multimedia-Künstler
- Gerdes, Ludwig (1928–2017), deutscher Fußballspieler
- Gerdes, Michael (* 1960), deutscher Politiker (SPD), MdB
- Gerdes, Nicole (* 1976), deutsche Turnerin
- Gerdes, Otto (1920–1989), deutscher Dirigent und Musikproduzent
- Gerdes, Paulus (1952–2014), niederländischer Mathematiker und Hochschullehrer
- Gerdes, Peter (* 1955), deutscher Schriftsteller, Journalist und Lehrer
- Gerdes, Philipp Balthasar (1680–1736), deutscher Rechtsgelehrter, Historiker und Hochschullehrer
- Gerdes, Roswitha (* 1961), deutsche Mittelstreckenläuferin
- Gerdes, Rudolf (1926–1977), deutscher Architekt
- Gerdes, Ubbo (* 1943), deutscher Autor der überwiegend in niederdeutscher Sprache veröffentlicht
- Gerdes, Werner (* 1910), deutscher Lehrer und Autor zu Musikfragen
- Gerdesmann, Karl-Heinz (1921–1991), deutscher SchauspielerKarl-Heinz Gerdesmann (1921–1991)

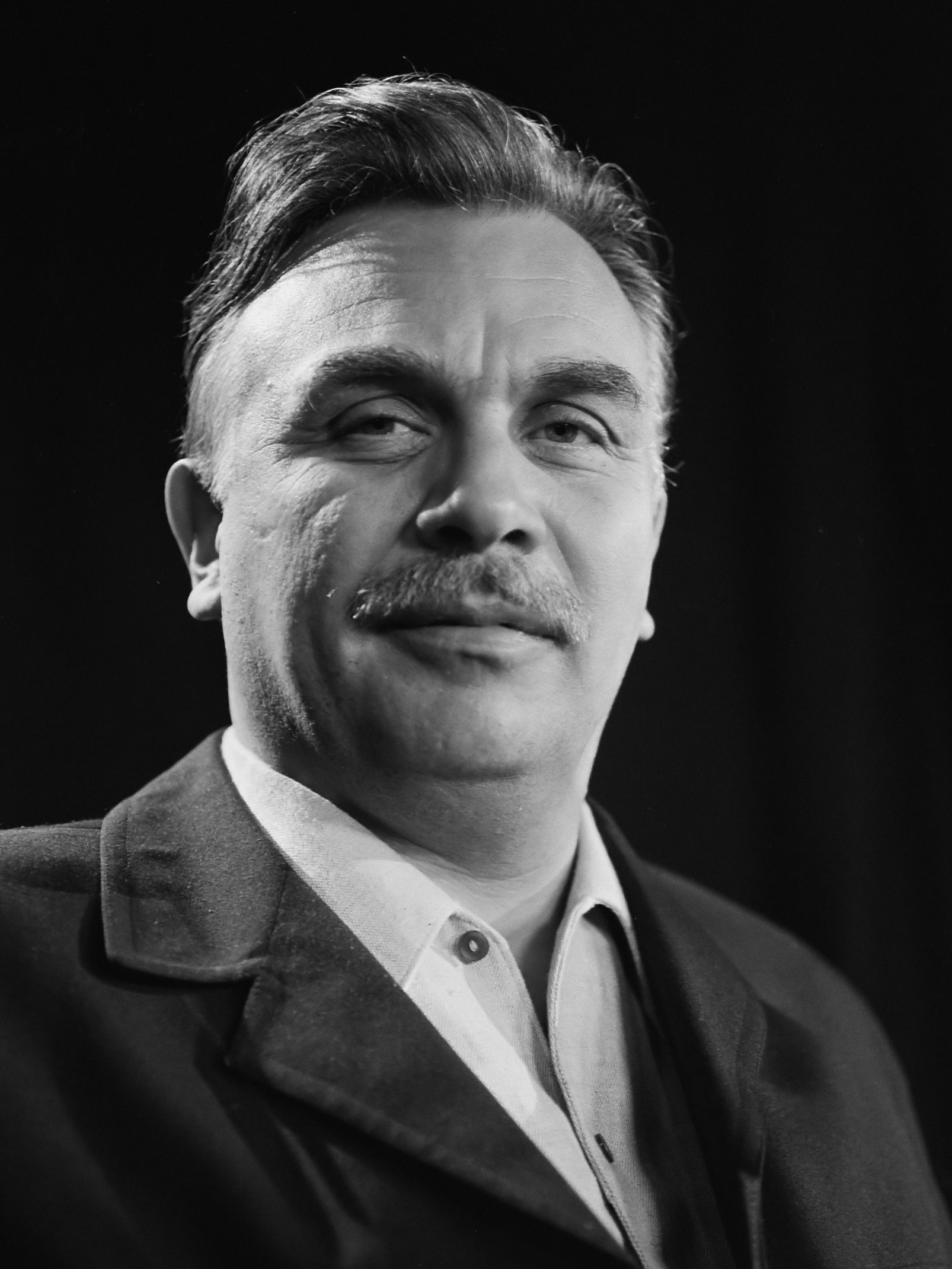
Karl-Heinz Gerdesmann (1921–1991)

- Gerdesmeyer, Tobias (* 1973), deutscher Politiker (CDU), Bürgermeister von Lohne (Oldenburg)

### Gerdi
- Gerdî, Rêz (* 1991), kurdische-neuseeländische internationale Anwältin und Menschenrechtsaktivistin
- Gerdien, Hans (1877–1951), deutscher Physiker
- Gerdiken, Thomas (* 1960), deutscher Pianist und Sänger
- Gerdil, Hyacinthe Sigismond (1718–1802), römisch-katholischer Geistlicher, Kardinal
- Gerding Salas, Constanza (* 1954), chilenische Sprach- und Übersetzungswissenschaftlerin
- Gerding, Johann Ulrich (1675–1764), deutscher Mediziner und Schriftsteller
- Gerding, Theodor (* 1820), deutscher Naturwissenschaftler
- Gerding, Willy (1879–1917), deutscher Kommunalpolitiker und Bürgermeister von Greifswald
- Gerdinitsch, Ferdinand (1869–1926), österreichischer Politiker (SDAPDÖ) und Abgeordneter zum niederösterreichischen Landtag

### Gerdo
- Gerdom, Susanne (* 1958), deutsche Schriftstellerin
- Gerdon, Marvin (* 1996), deutscher Handballspieler
- Gerdon, Nicole (* 1986), deutsche Schauspielerin

### Gerds
- Gerds, Marcel (* 1983), deutscher Steuerberater
- Gerdschikow, Dimitar (* 1992), bulgarischer Biathlet
- Gerdschikow, Michail (1877–1947), bulgarischer Freiheitskämpfer
- Gerdschikow, Ognjan (* 1946), bulgarischer Jurist und Politiker (NDSW)
- Gerdschikow, Pawel (1906–1985), bulgarischer Arzt und Gerechter unter den Völkern
- Gerdsmeier, Fritz (* 1962), deutscher Ringer
- Gerdsmeier, Karl-Heinz (1938–2002), deutscher Ringer

### Gerdt
- Gerdt, Pawel Andrejewitsch (1844–1917), russischer Ballett-Tänzer
- Gerdtell, Ludwig von (1872–1954), deutscher Theologe und Publizist
- Gerdts, Michael (1947–2023), deutscher Diplomat
- Gerdts, Walther (* 1962), deutscher Spieleautor
- Gerdts, William H. (1929–2020), US-amerikanischer Kunsthistoriker
- Gerdts-Rupp, Elisabeth (1888–1972), deutsche Juristin, Lyrikerin und Ethnologin

### Gerdu
- Gerður Helgadóttir (1928–1975), isländische Künstlerin
- Gerður Kristný (* 1970), isländische Kinder- und Jugendbuchautorin